# Вулиця Зимових походів (Дніпро)
Вулиця Зимових походів — вулиця у Самарському районі Дніпра.
Вулиця рівнинна. Довжина вулиці - 2600 метрів.
Вулиця є продовженням вулиці Любарського, з якої йде трамвайна колія на вулицю, яка колись мала назву Молодогвардійська. Трамвайний маршрут № 9 поєднує мікрорайон Південного Вузла з правобережною Фабрикою, з тупиком у м'ясокомбінату за адресою Молодогвардійська № 32, біля якого влаштона площа з трамвайним кільцем. Вулиця переходить у Самарський узвіз, що спускається униз до Самарського мосту до Засамар'я на Ігрень і Синельникове.
Вулиця має суміш промислової та житлової забудови. На початку вулиці на південь від вулиці до берега Дніпра лежить давнє козацьке займище — хутір Бики. Далі вулицею простягається Південний мікрорайон (Нижньодніпровськ)-Вузла — житловий район, що сформувався на південній стороні величезного залізничного вузла — Нижньодніпровськ-Вузла.
Вулицею йде територіальний автошлях Т 0401 Дніпро-Мелітополь.

## Історія
До перейменування на честь молодогвардійців вулиця носила назву Рибальське шосе.

## Будівлі
- № 1 — Вагонне депо Нижньодніпровськ-Вузол ВЧД-3,
- № 1 — ПрАТ «Дніпровський комбінат харчових концентратів»,
- № 2 — Дніпровський завод мостових залізобетоних конструкцій,
- № 5 — Мостозагін № 12,
- № 6 — ТОВ Тубес Інтернешнл (Tubes International),
- № 17 — ПАТ «Трансмаш»,
- № 18 — Середня загальноосвітня школа № 24,
- № 22а — Дитячий садок № 27 «Малятко»,
- № 26 — Поштове відділення 49022,
- № 32 — Дніпровський м'ясокомбінат,
- № 45б — ТОВ «ГідроТехІнжинірінг»,
- № 57 — будівля колишнього медичного училища,
- № 81б — Дистанція шляху Нижньодніпровськ-Вузол,
- № 81, корпус 6 — ПЧ-8 (Дистанція шляху Нижньодніпровськ-Вузол).

## Перехресні вулиці
- вулиця Любарського,
- Сніжна вулиця,
- Океанська вулиця,
- Хорватська вулиця,
- Люблянська вулиця,
- Масивна вулиця,
- Самарський узвіз.